# Neosuchia
Los neosuquios (Neosuchia, gr. "cocodrilos nuevos") son un clado de arcosaurios cocodriliformes mesoeucocodrilianos, que aparecieron a principios del Período Jurásico, en el Sinemuriano, hace 196 millones de años y sobreviven hasta el presente. En este grupo se incluyen todos los miembros del grupo corona del linaje (Crocodylia), el grupo mayor al que estos pertenecen (Eusuchia) y una serie de grupos externo a este. 

## Características
Neosuchia se define como el clado más inclusivo que contiene a todos los Crocodylomorpha más cercanamente emparentados a Crocodylus niloticus (Laurenti, 1768) que a Notosuchus terrestris (Woodward, 1896). Neosuchia es un grupo monofilético muy diverso, cuya composición ha sufrido algunas modificaciones desde que fuera establecido en 1988. El primer neosuquio conocido es el goniofólido Calsoyasuchus, que vivió entre el Sinemuriano y el Pliensbachiano, cuyos fósiles han sido encontrados en la Formación Kayenta (Arizona, Estados Unidos). 
Un espacio sin dientes entre el maxilar y el premaxilar son características basales de Neosuchia, aunque se ha perdido en algunas formas derivadas, siendo notable en los aligatóridos.

## Clasificación
- Mesoeucrocodylia
  - Neosuchia
    - Familia Elosuchidae †
      - Stolokrosuchus †
      - Elosuchus †

    - Familia Peirosauridae †
      - Peirosaurus †
      - Lomasuchus †
      - Uberabasuchus †
      - Moltealtosuchus †
      - Itasuchus †

    - Familia Atoposauridae †
      - Atoposaurus †
      - Karatausuchus †
      - Pachycheilosuchus †
      - Alligatorellus †
      - Alligatorium †
      - Montsecosuchus †
      - Theriosuchus †
      - Eutretauranosuchus †

    - Familia Dyrosauridae †
    - Familia Pholidosauridae †
    - Suborden Thalattosuchia †
      - Pelagosuchus †
      - Familia Teleosauridae †
      - Familia Metriorhynchidae †

    - Familia Goniopholididae †
    - Bernissartia †
    - Gilchristosuchus †
    - Rugosuchus †
    - Susisuchus †
    - Burkesuchus †
    - Familia Paralligatoridae †
    - Suborden Eusuchia (cocodrilos actuales)